# The Lips
The Lips er en dansk indie rock-gruppe dannet i 2002 af vokalist Loa Opstrup under navnet Lip Service.
Bandet bestod på nedenstående sigler af Loa Opstrup (sang, guitar), Anne Juhl Nielsen (kor, keyboards), Christian Munk (lead guitar), Jacob Barnechow (bas) og Kristian Bruun-Rasmussen (trommer)

## Singler
- Suburbia (2005)
- Seductive Town Girl